# M2 Light Tank
M2 Light Tank (Combat car M2, Cavalery tank M2) – czołg lekki konstrukcji amerykańskiej z okresu przed II wojną światową.

## Historia
Czołg lekki M2 powstał jako rozwinięcie serii pojazdów doświadczalnych T2. Pierwszy prototyp T2E1 powstał w kwietniu 1934 roku. Był uzbrojony w trzy karabiny maszynowe: dwa (kal. 12,7 mm oraz 7,62 mm) w obrotowej wieży i jeden kal. 7,62 mm w przednim kadłubowym stanowisku strzeleckim. Zbudowano serię 8 pojazdów. 

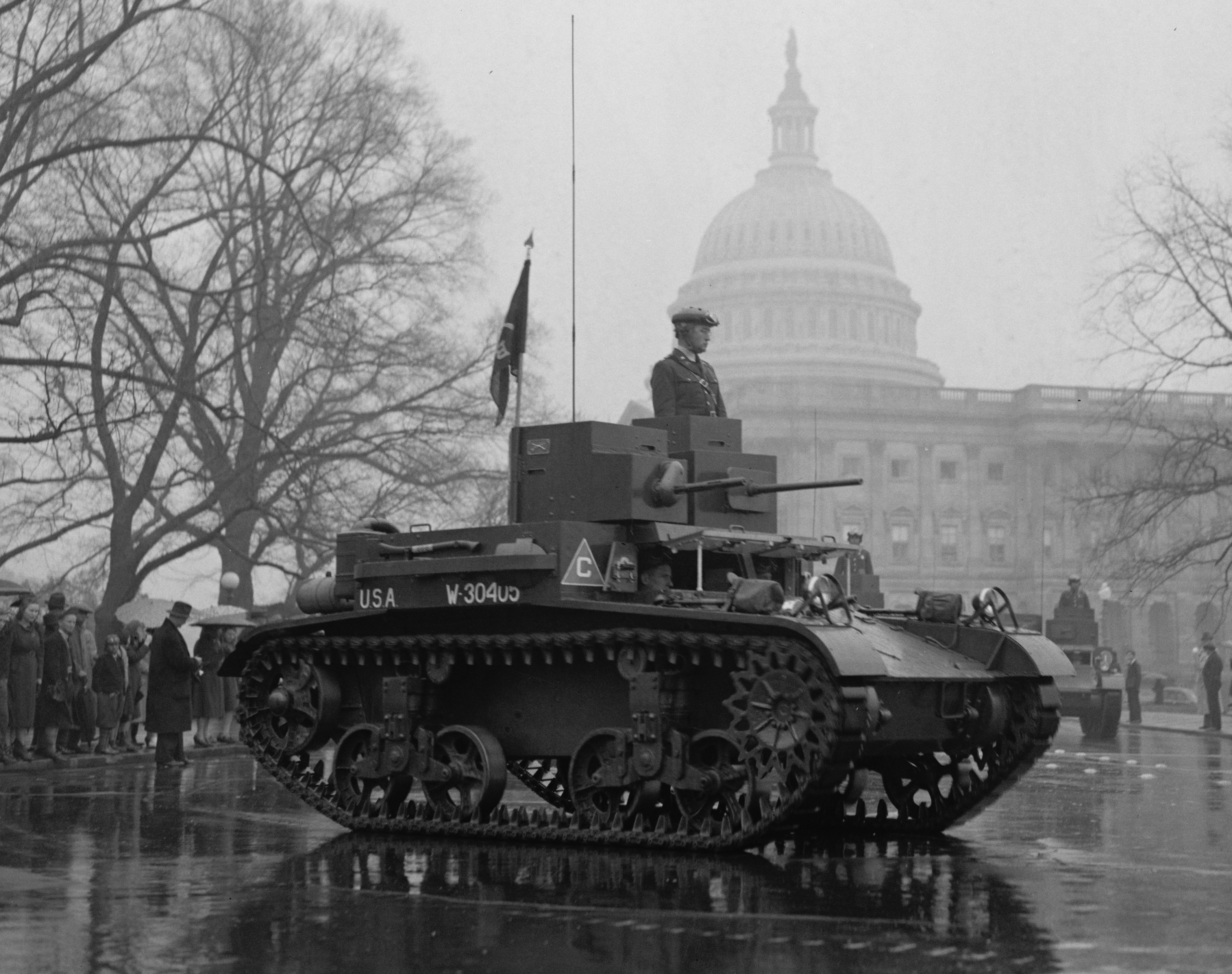
M2A3 na paradzie w Waszyngtonie, 1939.

Pod koniec 1935 powstał pojazd oznaczony jako T2E2. Był to czołg dwuwieżowy, każda wieża posiadała jeden karabin maszynowy. Wprowadzony do produkcji seryjnej jako czołg lekki M2A1 i wyprodukowany w liczbie 19 sztuk. W latach 1936–1937 zbudowano niewielką serię nieznacznie udoskonalonych wozów M2A2. Powstały również czołgi doświadczalne: M2A2E1 z wysokoprężnym silnikiem Guilberson, M2A2E2 ze zmodyfikowanym podwoziem i grubszym pancerzem oraz M2A2E3 z silnikiem wysokoprężnym General Motors.
W 1938 roku rozpoczęto produkcję pojazdu oznaczonego jako M2A3, ze zmodyfikowanym podwoziem, zmniejszoną masą, pogrubionym pancerzem i poprawionym chłodzeniem silnika. Na lewej wieży umieszczono małą wieżyczkę obserwacyjną dowódcy. Powstały również pojazdy doświadczalne: M2A3E1 z silnikiem wysokoprężnym Guilberson; M2A3E2 z transmisją elektryczną; M2A3E3 z silnikiem wysokoprężnym General Motors.
Wiosną 1939 roku rozpoczęto produkcję jednowieżowej odmiany M2A4. W napędzanej ręcznie wieży zamontowane było działo kal. 37 mm i karabin maszynowy Browning M1919 kal. 7,62 mm. Dwa dodatkowe km-y znajdowały się w bocznych stanowiskach w kadłubie czołgu. Na wieży znajdowała się wieżyczka obserwacyjna dowódcy, wyposażona w uchwyt do mocowania karabinu maszynowego w czasie strzelań przeciwlotniczych. Ostatni czołg M2A4 wyprodukowano w marcu 1941 roku. 

## Zastosowanie bojowe
Czołgi w wersji M2A1, M2A2 i M2A3 nie zostały użyte bojowo i służyły jedynie do szkolenia. Wozy M2A4 znalazły się w oddziałach pancernych piechoty morskiej obok czołgów lekkich M3. Wzięły udział w walkach na Filipinach, Guadalcanal i innych wyspach Pacyfiku. Pozostawały w służbie liniowej do 1943 roku. Cztery czołgi M2A4 znalazły się w Wielkiej Brytanii. 
Warianty:

- M2A1 (1935)
- M2A2 (1935)
- M2A3 (1938)
- M2A4 (1940)